# Ludwig Beisiegel
Ludwig Beisiegel (21. ožujka 1912. – nije poznat nadnevak smrti) je bivši njemački hokejaš na travi. Igrao je na mjestu napadača.
Osvojio je srebrno odličje na hokejaškom turniru na Olimpijskim igrama 1936. u Berlinu igrajući za Njemačku. Odigrao je jedan susret.

## Vanjske poveznice
- Profil na Database Olympics